# اخترسپر
اخترسپر (نام علمی: Astraspis) نام یک سرده از زیررده بال‌سپرریختان است.
اخترسپر، قدیمی‌ترین مهره‌دار شناخته‌شده‌ی آمریکا، سپر-سری متمایز و بدنی دم‌باریک داشت. نیمه‌ی بالایی سپر پنج شیار طولی برجسته و تعداد زیادی صفحه‌ی چندگوش داشت. آرایش صفحه‌ها و فلس‌های متداخل این ماهی احتمالاً شکل روان‌روتری به آن می‌داده‌اند که نشان می‌دهد زیستگاه‌های دریایی اخترسپر جریان‌های آبی قوی داشته‌اند یا از جزر و مد تأثیر می‌پذیرفته‌اند. بر خلاف ساکابامباسپیس و آراندسپیس، شکاف‌های آب‌ششی اخترسپر پوشیده نبودند و چشم‌هایش در دو طرف سرش قرار داشتند، نه جلوی آن.